# Principato di Schwarzburg-Rudolstadt

Stemma dello Schwarzburg-Rudolstadt

Schwarzburg-Rudolstadt era un piccolo stato della Germania, oggi compreso nella regione della Turingia, con capitale Rudolstadt. La sua fondazione derivò dalla spartizione dei domini di Schwarzburg nel 1599.

## Storia
La linea autonoma si costituì dopo la spartizione ereditaria del 1599 dal primogenito Albrecht VII (1574-1605), figlio del conte Guenther XL di Schwarzburg-Blankenburg, che regnò su due porzioni di territorio separate dai possessi della Sassonia Weimar poi Meiningen per una estensione di circa 941 km², acquistando i titoli di conte sovrano di Rudolstadt, di Hohnstein, signore di Blankenburg, Leutenberg e Arnstadt.
La parte principale della contea comprendeva la capitale Rudolstadt, la cui sede governativa fu trasferita dal 1719 al 1721 nella residenza estiva di Schwarzburg. Dal 1571 il conte risiedeva a Rudolstadt nel castello di Heidecksburg.
Questa porzione (km² 735), detta alta signoria, occupava una zona della Selva Turingia e comprendeva oltre Rudolstadt, le città di Blankenburg, Kőnigsee, Oberweissbach, Schwarzburg, Stadtilm, le exclave di Angelroda, Ebeleben, Leutenberg, Weissenbach bei Leutenberg, mentre l'altra parte, meno estesa (km² 206), era posta attorno alle pendici del monte Kyffhaeuser (m 477) ed era composta dalle signorie di Frankenhausen, Strassberg e le exclave di Schlotheim e Immenroda.
La parte settentrionale confinava con la Turingia, le contee di Stolberg, Hohenstein, Eichsfeld, Mülhausen; la parte meridionale con Coburgo, Altenburg, Eisenach.
Contea sino al 1711, in quell'anno divenne un principato. 
Lo stato era così costituito dalla:
- contea di Rudolstadt con i baliaggi di Rudolstadt, Heidecksburg, Schwarzburg;
- alta signoria di Kranichfeld;
- parti minori del monte Kyffhaeuser con le signorie di Blankenburg, Frankenhausen e Stadtilm.

La capitale diventò presto un importante centro teatrale; nel 1788 vi si incontrarono Goethe e Schiller. Nel 1792 fu aperto il famoso teatro ove interverranno numerosi artisti come Paganini e Wagner.
Il 3 settembre 1697, con diploma imperiale, i conti furono elevati alla dignità principesca, confermata nel 1711, entrando così a far parte dal 1754 del collegio dei principi del Reichstag.
Col principe Johann Friedrich (1721-67), l'8 settembre 1760 fu aperta a Volkstedt la prima fabbrica di porcellane dello stato; nel 1807 il principato aderì con Ludwig Friedrich II (1793 - 28.4.1807) alla Confederazione del Reno, seguendo successivamente le sorti tedesche. 
Gli successe il figlio Friedrich Günther I (1807-67), fino al 6 novembre 1814 sotto la reggenza della madre.
Il principato venne collegato nel 1874 alla rete ferroviaria tedesca.
Lo stato, dopo il Congresso di Vienna, si ampliò, raggiungendo un'estensione di 1.025 km² e nel 1905 raggiunse i 97.000 abitanti.
Fino al 1875, quando entrò in vigore la nuova unità monetaria del Mark, nella parte settentrionale dello stato (Frankenhausen) era in uso il taller (30 Groschen e 360 Pfennige), in quella meridionale (Kaulsdorf e Rudolstadt) il Gulder, pari a 60 Kreuzer (240 Pfennige).
Il principe Günther Viktor (1890-1918), nipote dello zio di Friedrich Günther I, dal 1909, estintasi la linea diretta, regnò, in unione personale, anche su Sondershausen, ma fu costretto ad abdicare con la rivoluzione tedesca il 22 novembre 1918. Alla sua morte senza eredi (1925) la linea maschile diretta si estinse.
Nel 1918, alla caduta dell'impero tedesco, divenne un libero stato e, nel 1920, entrò a far parte della Turingia.

## Sovrani di Schwarzburg-Rudolstadt

### Conti di Schwarzburg-Rudolstadt
- 1574-1605 Alberto VII, figlio del conte Günther XL di Schwarzburg.
- 1605-1630 Carlo Günther
- 1630-1646 Luigi Günther I
- 1646-1710 Alberto Antonio con
  - 1646-1662 Emilia di Delmenhorst come reggente
- 1710-1711 Luigi Federico I

### Principi di Schwarzburg-Rudolstadt
- 1711-1718 Luigi Federico I
- 1718-1744 Federico Antonio
- 1744-1767 Giovanni Federico
- 1767-1790 Luigi Günther II
- 1790-1793 Federico Carlo
- 1793-1807 Luigi Federico II
- 1814-1867 Federico Günther con
  - 1807-1814 Carolina Luisa di Assia-Homburg come reggente
- 1867-1869 Alberto
- 1869-1890 Giorgio
- 1890-1918 Günther, succeduto come principe di Schwarzburg-Sondershausen nel 1909 alla morte del principe Carlo Günther.

### Capi della casa principesca di Schwarzburg post-monarchia
Alla morte di Günther Victor nel 1925, gli succedette il principe Sizzo (1860-1926), figlio del principe Friedrich Günther (1793-1867) dal suo secondo matrimonio morganatico .  Il principe Sizzo fu riconosciuto come membro a pieno titolo del Casato di Schwarzburg nel 1896. Gli successe nel 1926 il figlio, il principe Friedrich Günther (1901-1971).
Alla morte, nel 1971, del principe Friedrich Günther, l'ultimo della linea maschile, sua sorella maggiore, la principessa Maria Antonietta di Schwarzburg , che sposò Friedrich Magnus V, conte di Solms-Wildenfels , avrebbe potuto ottenere un diritto alla testa di morte sotto Semi- Primogenitura salica.   
- 1918-1925: Principe Günther Victor (1852-1925)
- 1925-1926: Prince Sizzo (1860-1926)
- 1926-1971: principe Friedrich Günther (1901-1971)
- 1971-1984: Principessa Maria Antonietta di Schwarzburg (1898-1984) (speculativa)
- 1984-: Friedrich Magnus, Conte di Solms-Wildenfels (1927-) (speculativo)